# Christian Richter
Christian Richter, född 1676 i Stockholm, död 1732 i London, var en svensk konstnär, bror till David Richter den yngre, Johan Richter, och Bengt Richter, kusin till David Richter den äldre.
Richter hade övat sig i vaxpussering och medaljgravyr, då han 1702 lämnade sin hemstad för att resa till Berlin. 
Redan samma år kom han dock till London, blev där elev till Dahl och Boit samt målade sedan porträtt i såväl olja som miniatyr. Han försökte sig även på emaljmålning. 
Han förvärvade ett gott namn som miniatyrmålare såväl genom självständiga arbeten (Fredrik I i sin ungdom, i Statens historiska museum) som genom översättningar i miniatyr av Dahls, Knellers och Lelys oljemålningar. Richter finns representerad vid bland annat Nationalmuseum i Stockholm.